# Josef Niederle (politik)
Josef Niederle (4. září 1821 Lanškroun – 29. srpna 1894 Lanškroun [uváděno též datum úmrtí 28. srpna 1894]) byl rakouský a český politik německé národnosti, v 70. letech 19. století poslanec Českého zemského sněmu, dlouholetý starosta Lanškrouna.

## Biografie
V letech 1861–1894 působil jako starosta Lanškrouna. Za jeho éry byla založena městská spořitelna (zasedal v jejím představenstvu) a gymnázium, inicioval výstavbu tabákové továrny, železniční trati Lanškroun - Rudoltice. Zasedal také v okresním zastupitelstvu, kde později vykonával funkci zástupce okresního starosty (rovněž byl členem okresní školní rady). Byl městským kronikářem. Za zásluhy během války v roce 1866 získal zlatý záslužný kříž. Jeho město mu udělilo čestné občanství.
V 70. letech 19. století se zapojil i do zemské politiky. V doplňovacích volbách v roce 1875 byl zvolen na Český zemský sněm za městskou kurii (obvod Lanškroun – Ústí n. Orlicí – Č. Třebová). Patřil mezi německé liberály (takzvaná Ústavní strana, liberálně a centralisticky orientovaná, odmítající federalistické aspirace neněmeckých etnik). Do sněmu se ještě vrátil po doplňovací volbě roku 1881, kdy nastoupil místo dosavadního poslance Franze Stanglera.
Zemřel v srpnu 1894 po krátké nemoci.